# حزب صوت الفلاحين
حزب صوت الفلاحين حزب سياسي تونسي. تحصل رئيسه فيصل التبيني على مقعد من دائرة جندوبة في الانتخابات التشريعية التونسية 2014.